# 이브닝 (신문)
Evening은 대한민국의 무료 일간지이다. 무료 석간신문으로는 시티신문에 이어 2번째로, 2008년 5월 19일 창간되었다. '고품격 석간 무료신문'을 표방한다.
매일 32면을 발행하며, 월요일에는 40면을 발행한다. 신문 기자는 모두 12명이다. 신문의 인쇄는 한겨레에서 담당하고 있다. 2011년 7월  '이데일리'경제신문으로 변경과 동시에 석간에서 조간으로 전환하였다.
본사는 서울특별시 중구 태평로1가 오양수산빌딩에 위치하고 있다.

## 같이 보기
- 메트로
- 포커스신문
- 에이엠세븐
- 데일리줌
- 노컷뉴스
- 스포츠한국
- 시티신문